# Beecher (Illinois)
Beecher és una població dels Estats Units a l'estat d'Illinois. Segons el cens del tenia 2.033 habitants.

## Demografia
Segons el cens del 2000, Beecher tenia 2.033 habitants, 830 habitatges, i 590 famílies. La densitat de població era de 372 habitants/km².
Dels 830 habitatges en un 29,4% hi vivien nens de menys de 18 anys, en un 59,4% hi vivien parelles casades, en un 8,6% dones solteres, i en un 28,9% no eren unitats familiars. En el 26,4% dels habitatges hi vivien persones soles el 13,1% de les quals corresponia a persones de 65 anys o més que vivien soles. El nombre mitjà de persones vivint en cada habitatge era de 2,45 i el nombre mitjà de persones que vivien en cada família era de 2,96.
Per edats la població es repartia de la següent manera: un 22,8% tenia menys de 18 anys, un 7,1% entre 18 i 24, un 25% entre 25 i 44, un 27% de 45 a 60 i un 18,2% 65 anys o més.
L'edat mediana era de 42 anys. Per cada 100 dones de 18 o més anys hi havia 91,2 homes.
La renda mediana per habitatge era de 51.250 $ i la renda mediana per família de 60.625 $. Els homes tenien una renda mediana de 43.563 $ mentre que les dones 26.786 $. La renda per capita de la població era de 23.454 $. Aproximadament el 3% de les famílies i el 4% de la població estaven per davall del llindar de pobresa.

## Poblacions properes
El següent diagrama mostra les poblacions més properes.